# Аппій Клавдій Пульхр (консул-суфект 130 року до н. е.)
Аппій Клавдій Пульхр (лат. Appius Claudius Pulcher; 180 до н. е. — після 118 до н. е.) — політичний діяч Римської республіки, консул-суфект 130 року до н. е., визнаний дотепник свого часу.

## Життєпис
Походив з патриціанського роду Клавдіїв. Син Аппія Клавдія Пульхра, консула 185 року до н. е.
У 133 році до н. е. став претором. Попри те, що підозрювався у розкраданні майна у 130 році до н. е. обраний консулом-суфектом замість померлого Луція Корнелія Лентула. Чимось значним не відзначився за час каденції. У 118 році до н. е. брав участь в обговорені закону Торія. Подальша доля невідома.

## Родина
- Квінт Клавдій Пульхр